# F.C. Arouca
Futebol Clube de Arouca (phát âm [ɐˈɾokɐ]) là một câu lạc bộ bóng đá chuyên nghiệp có trụ sở tại Arouca, một thị trấn và đô thị ở Vùng đô thị Porto, Vùng Bắc của Bồ Đào Nha và tỉnh Aveiro. Được thành lập vào năm 1951, câu lạc bộ thi đấu ở Primeira Liga, tổ chức các trận sân nhà tại sân vận động Thành phố Arouca, với sức chứa 5.000 chỗ ngồi.

## Cầu thủ

### Đội hình hiện tại
Tính đến ngày 31/1/2024
Ghi chú: Quốc kỳ chỉ đội tuyển quốc gia được xác định rõ trong điều lệ tư cách FIFA. Các cầu thủ có thể giữ hơn một quốc tịch ngoài FIFA.
| Số | VT | Quốc gia    | Cầu thủ                         |
| -- | -- | ----------- | ------------------------------- |
| 1  | TM | Bồ Đào Nha  | João Valido                     |
| 2  | TV | Guinée      | Morlaye Sylla                   |
| 3  | HV | Brasil      | Robson Bambu (mượn từ Nice)     |
| 4  | HV | Tây Ban Nha | Javi Montero (mượn từ Beşiktaş) |
| 5  | TV | Bồ Đào Nha  | David Simão (đội trưởng)        |
| 6  | HV | Brasil      | Mateus Quaresma                 |
| 7  | TĐ | Nigeria     | Yusuf Lawal                     |
| 8  | TV | Bờ Biển Ngà | Eboue Kouassi                   |
| 9  | TĐ | Uruguay     | Alfonso Trezza                  |
| 10 | TĐ | Tây Ban Nha | Jason                           |
| 11 | TĐ | Tây Ban Nha | Miguel Puche                    |
| 12 | TM | Uruguay     | Ignacio de Arruabarrena         |
| 13 | HV | Uruguay     | Matías Rocha                    |
| 14 | TV | Tây Ban Nha | Oriol Busquets                  |

| Số | VT | Quốc gia    | Cầu thủ                      |
| -- | -- | ----------- | ---------------------------- |
| 15 | TĐ | Belarus     | Vladislav Morozov            |
| 16 | TM | Brasil      | Thiago                       |
| 17 | TV | Ghana       | Yaw Moses                    |
| 18 | TĐ | Hoa Kỳ      | Benji Michel                 |
| 19 | TĐ | Tây Ban Nha | Rafa Mújica                  |
| 20 | TV | Bồ Đào Nha  | Pedro Moreira                |
| 22 | HV | Ukraina     | Bohdan Milovanov             |
| 23 | TĐ | Tây Ban Nha | Cristo González              |
| 25 | HV | Algérie     | Yanis Hamache                |
| 26 | HV | Brasil      | Weverson                     |
| 28 | HV | Bồ Đào Nha  | Tiago Esgaio (mượn từ Braga) |
| 43 | TV | Brasil      | Vitinho                      |
| 44 | HV | Croatia     | Nino Galović                 |
| 89 | TV | Bồ Đào Nha  | Pedro Santos                 |

### Cho mượn
Ghi chú: Quốc kỳ chỉ đội tuyển quốc gia được xác định rõ trong điều lệ tư cách FIFA. Các cầu thủ có thể giữ hơn một quốc tịch ngoài FIFA.
| Số | VT | Quốc gia | Cầu thủ                                              |
| -- | -- | -------- | ---------------------------------------------------- |
| —  | HV | Ghana    | Jerome Opoku (tại İstanbul Başakşehir đến 30/6/2024) |